# Озерница (приток Великой)
Озерница — река в России, протекает в Юрьянском районе Кировской области. Устье реки находится в 94 км по правому берегу реки Великой. Длина реки составляет 12 км.
Исток реки южнее деревни Высокораменье (Верховинское сельское поселение) в 21 км к северо-западу от посёлка Юрья. Река течёт на восток, затем на северо-восток. Крупных притоков и населённых пунктов на берегах не имеет. Впадает в Великую выше посёлка Мосинский (Верховинское сельское поселение).

## Данные водного реестра
По данным государственного водного реестра России относится к Камскому бассейновому округу, водохозяйственный участок реки — Вятка от города Киров до города Котельнич, речной подбассейн реки — Вятка. Речной бассейн реки — Кама.
По данным геоинформационной системы водохозяйственного районирования территории РФ, подготовленной Федеральным агентством водных ресурсов:
- Код водного объекта в государственном водном реестре — 10010300312111100034358
- Код по гидрологической изученности (ГИ) — 111103435
- Код бассейна — 10.01.03.003
- Номер тома по ГИ — 11
- Выпуск по ГИ — 1